# Déclaration de Belgrade

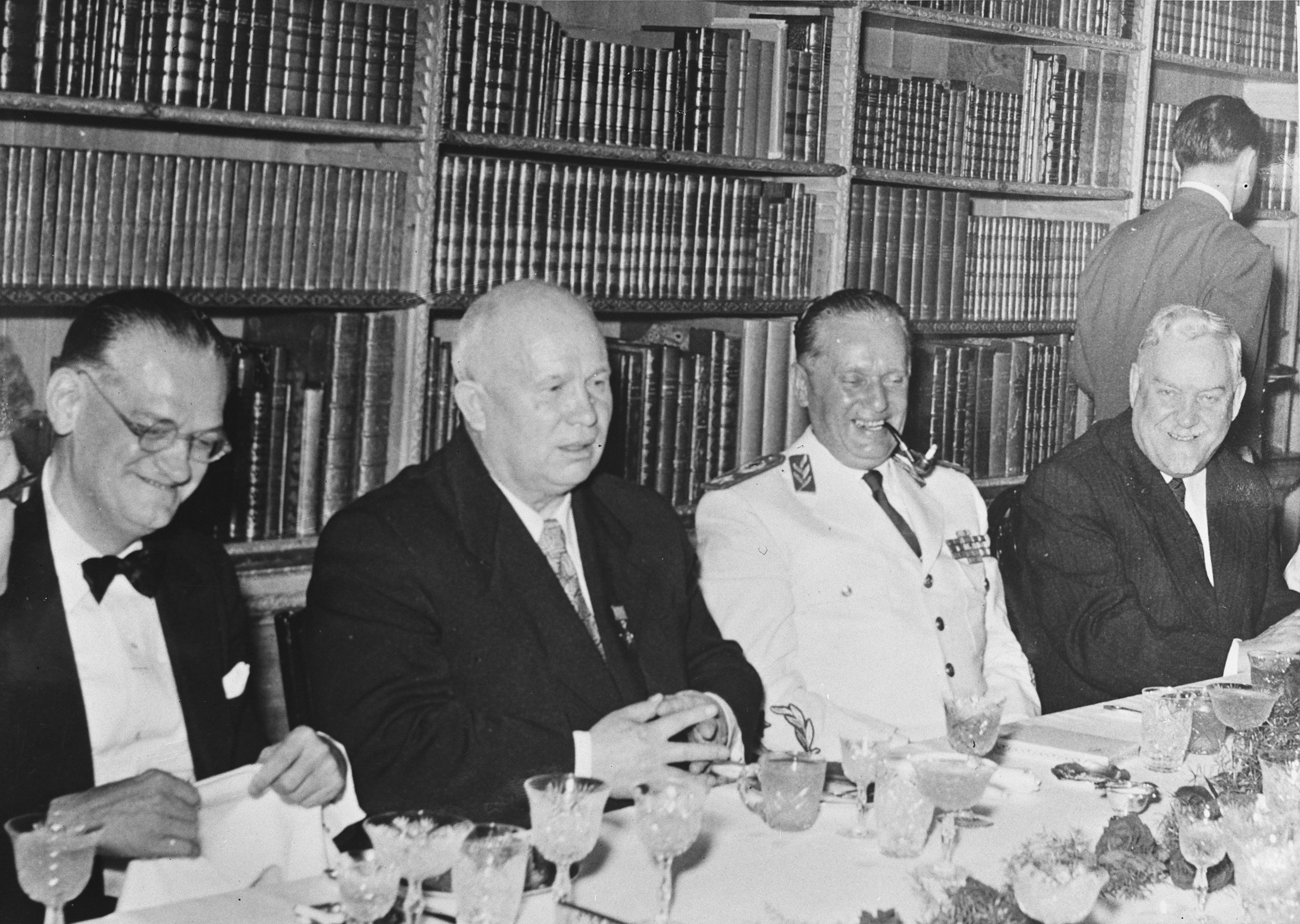
Nikita Khrouchtchev et Josip Broz Tito, Belgrade, 30 mai 1955.

La déclaration de Belgrade (en russe : Белградская декларация ; en serbo-croate : Beogradska deklaracija, Београдска декларација ; en slovène : Beograjska deklaracija ; en macédonien : Белградска декларација) est un document signé le 2 juin 1955 par le président yougoslave Josip Broz Tito et le dirigeant soviétique Nikita Khrouchtchev, qui entraîne une brève réconciliation entre les deux États, en conflit depuis la rupture Tito-Staline ,,. La signature de cette déclaration fait suite à des négociations qui se sont déroulées entre le 27 mai et le 2 juin.
Cette déclaration garantit la non-ingérence de l'URSS dans les affaires intérieures de la Yougoslavie et légitime le droit de développer d'autres formes de socialisme dans différents pays. La déclaration ne réussit toutefois pas à rapprocher durablement les deux pays, notamment en raison de la révolution hongroise de 1956. Toutefois, elle a comme conséquence le désengagement yougoslave du pacte balkanique de 1953, constitué avec la Turquie et la Grèce, alors membres de l'OTAN.
Le document constitue la pierre angulaire des relations entre les deux pays au cours des 35 années suivantes.

## Précédents
Après la mort de Staline en 1953, avec qui il était en conflit, Tito hésite entre une approche plus occidentale des réformes ou un accord avec le nouveau dirigeant soviétique Nikita Khrouchtchev. Les deux pays rétablissent officiellement leurs relations diplomatiques, avec l'accueil de l'ambassadeur soviétique Vassily Valkov à Belgrade le 30 juillet ainsi que celui de l'ambassadeur yougoslave Dobrivoje Vidić à Moscou le 30 septembre 1953, sous la direction de Gueorgui Malenkov . Toutefois, cela ne conduit pas directement à une normalisation entre les deux partis au pouvoir. Le Parti communiste de l'Union soviétique et la Ligue des communistes de Yougoslavie commencent une correspondance fin 1955.
Tito entame une tentative de réconciliation avec l'Union soviétique en invitant Khrouchtchev à Belgrade en 1955. Le voyage de Khrouchtchev à Belgrade est parfois familièrement connu sous le nom de « Canossa soviétique ».
Cette réunion aboutit à la déclaration de Belgrade, qui met fin à la période de tensions connue sous le nom de « Informbiro ». Elle accorde aux autres pays socialistes le droit d'interpréter le marxisme d'une manière différente et garantir des relations égales entre tous les États satellites et l'Union soviétique. Mais les limites de cet accord se font sentir après l'intervention soviétique en Hongrie en octobre 1956, qui est suivie d'une nouvelle campagne soviétique contre Tito, dont le gouvernement est tenu pour responsable de l'insurrection hongroise. Les relations soviéto-yougoslaves connaissent des périodes de détente similaires dans les années 1960 (après la fin violente du Printemps de Prague et l'invasion de la Tchécoslovaquie qui suit). La Yougoslavie devient membre associé du Comecon en 1964 après qu'un accord ait été conclu avec les dirigeants soviétiques.